# Jacques Opangault
Jacques Opangault (ur. 13 grudnia 1907 we wsi Ikagna, zm. 20 sierpnia 1978) – kongijski polityk, premier tymczasowego rządu Konga.

## Życiorys
Pochodził z plemienia M'Bochi. Wyznawał chrześcijaństwo. Kształcił się w seminarium rzymskokatolickim. Od 1938 pracował jako urzędnik w departamencie sprawiedliwości, następnie dochodził do wielu wysokich stanowisk. W 1947 został wybrany do Zgromadzenia Terytorialnego. Był przywódcą Afrykańskiego Ruchu Socjalistycznego (partii socjalistycznej), która pozostawała w opozycji do Fulberta Youlou. Od kwietnia 1957 do 28 listopada 1958 sprawował urząd premiera tymczasowego rządu autonomicznego, jego rząd został jednak w zdecydowany sposób odsunięty przez Fulberta Youlou, który objął urząd premiera. W 1959 był więziony podczas zamieszek w Brazzaville. Po 1960 zawarł z Youlou kompromis: w 1961 został wiceprezydentem, zaś w 1962 w jego rządzie sprawował funkcję ministra robót publicznych. W 1963 został aresztowany po obaleniu przez masowy ruch społeczny rządu Youlou, po czym wycofał się z polityki.